# Negra Rock
Der Negra Rock (spanisch Roca Negra ‚Schwarzer Felsen‘) ist ein Klippenfelsen im Archipel der Südlichen Shetlandinseln. In der English Strait liegt er nördlich des Ash Point von Greenwich Island.
Teilnehmer der 19. Chilenischen Antarktisexpedition (1964–1965) nahmen Vermessungen und die deskriptive Benennung vor. Das UK Antarctic Place-Names Committee übertrug diese 2004 in einer Teilübersetzung ins Englische.